# هیل، همپشر
هیل (به انگلیسی: Hale) یک روستا و محله مدنی در بریتانیا است که در New Forest District واقع شده‌است. هیل ۵۷۸ نفر جمعیت دارد.